# Olympische Winterspiele 2022/Teilnehmer (San Marino)
| Gelbes Symbol für Goldmedaillen mit stilisierten Olympischen Ringen | Graues Symbol für Silbermedaillen mit stilisierten Olympischen Ringen | Braundes Symbol für Bronzemedaillen mit stilisierten Olympischen Ringen |
| ------------------------------------------------------------------- | --------------------------------------------------------------------- | ----------------------------------------------------------------------- |
| —                                                                   | —                                                                     | —                                                                       |

San Marino nahm an den Olympischen Winterspielen 2022 in Peking zum elften Mal in seiner Geschichte an Olympischen Winterspielen teil. Die olympische Regelung bewirkt, dass in Ländern wie San Marino, welches keine Athleten in der erweiterten Weltspitze führt, jeweils ein Vertreter pro Geschlecht an den Spielen teilnehmen darf. Der eigentlich für den alpinen Slalom qualifizierte Alberto Tamagnini erhielt somit keinen Startplatz.

## Teilnehmer nach Sportarten

### Ski Alpin
| Athleten     | Wettbewerbe | 1. Lauf | 1. Lauf       | 2. Lauf       | 2. Lauf       | Gesamt        | Gesamt |
| Athleten     | Wettbewerbe | Zeit    | Rang          | Zeit          | Rang          | Zeit          | Rang   |
| ------------ | ----------- | ------- | ------------- | ------------- | ------------- | ------------- | ------ |
| Frauen       |             |         |               |               |               |               |        |
| Anna Torsani |             |         |               |               |               |               |        |
| Riesenslalom | 1:13,89 min | 57      | 1:15,37 min   | 48            | 2:29,26 min   | 47            |        |
| Slalom       | DNF         | DNF     | ausgeschieden | ausgeschieden | ausgeschieden | ausgeschieden |        |
| Männer       |             |         |               |               |               |               |        |
| Matteo Gatti |             |         |               |               |               |               |        |
| Riesenslalom | 1:20,40 min | 49      | DSQ           | DSQ           | ausgeschieden | ausgeschieden |        |
| Slalom       | 1:08,52 min | 49      | 1:03,41 min   | 44            | 2:11,93 min   | 43            |        |